# Crossroads (album)
Crossroads je ime drugog albuma afroameričke kantautorice Tracy Chapman, objavljen 1989. godine.

## Popis pjesama
(autorstvo svih potpisuje Tracy Chapman)
1. "Crossroads" – 4:11
2. "Bridges" – 5:24
3. "Freedom Now" – 4:02
4. "Material World" – 3:02
5. "Be Careful of My Heart" – 4:39
6. "Subcity" – 5:09
7. "Born to Fight" – 2:46
8. "A Hundred Years" – 4:20
9. "This Time" – 3:43
10. "All That You Have Is Your Soul" – 5:16

## Suradnici
- Tracy Chapman - akustična gitara, usna harmonika, električna gitara, vokali, prateći vokali, gitara s 12 žica
- Charlie Bisharat - violina, viola, električna violina, pizzicato violina
- Peggie Blu - prateći vokali
- Marc Cohn - glasovir
- Paulinho Da Costa - tamburin
- Carolyn Dennis - prateći vokali
- Denny Fongheiser - bubnjevi
- Bobbye Hall - udaraljke, konge
- Jack Holder - bendžo, glasovir
- Larry Klein - bas-gitara
- Danny "Kootch" Kortchmar - električna gitara
- Russ Kunkel - bubnjevi
- Jim Lacefield - violončelo
- Tim Landers - bas
- Steve Lindley - električni glasovir
- Bob Marlette - klavijature
- Frank Marocco - harmonika
- Sheila Minard - prateći vokali
- Scarlet Rivera - violina
- Roz Seay - prateći vokali
- G.E. Smith - akustična gitara, mandolina, električna gitara
- William D. "Smitty" Smith - orgulje
- John X. Volaitis - glasovir
- Elesecia Wright - prateći vokali
- Snooky Young - truba

## Produkcija
- Producenti: Tracy Chapman, David Kershenbaum